# Small Explorer Program
A Small Explorer Program (rövidítve SMEX, magyarul Kis Felfedező Program) a NASA által végzett űrkutatási program, melynek célja olyan kis méretű csillagászati műholdak létrehozása, melyek nem kerülnek többe 100–120 millió dollárnál. A programot az 1990-es évek elején indították, és napjainkban is folyik.

## Napjainkban zajló küldetések
- Interstellar Boundary Explorer (IBEX)
- Nuclear Spectroscopic Telescope Array (NuSTAR)
- Aeronomy of Ice in Mesosphere (AIM)

## Már befejezett vagy meghosszabbított küldetések
- Fast Auroral Snapshot Explorer (FAST)
- Solar Anomalous and Magnetospheric Particle Explorer (SAMPEX)
- Submillimeter Wave Astronomy Satellite (SWAS)
- Transition Region and Coronal Explorer (TRACE)
- Reuven Ramaty High Energy Solar Spectroscopic Imager (RHESSI)
- Galaxy Evolution Explorer (GALEX)

## Tervezett küldetések
- Coronal Physics Explorer (CPEX),
- Gravity and Extreme Magnetism SMEX (GEMS),
- Interface Region Imaging Spectrograph (IRIS),
- Joint Astrophysics Nascent Universe Satellite (JANUS),
- Neutral Ion Coupling Explorer (NICE)
- Transiting Exoplanet Survey Satellite (TESS)

## Sikertelen küldetések
- Wide Field Infrared Explorer (WIRE)